# Le Vieux-Cérier
Le Vieux-Cérier est une commune du Sud-Ouest de la France, située dans le département de la Charente (région Nouvelle-Aquitaine).

## Géographie

### Localisation et accès
Le Vieux-Cérier est une petite commune du Nord Charente située à 4 km au sud-est de Champagne-Mouton et 42 km au nord-est d'Angoulême.
Le bourg du Vieux-Cérier est aussi à 8 km au nord de Saint-Claud, 14 km au nord-ouest de Roumazières-Loubert, 16 km au nord de Chasseneuil, 18 km à l'ouest de Confolens et 21 km à l'est de Ruffec.
À l'écart des grandes voies de communication, la commune est bordée à l'ouest par la D 28, route de Champagne-Mouton au Grand-Madieu et Saint-Claud. La D 342 et la D 343 se croisent au bourg.

### Hameaux et lieux-dits
Le bourg est minuscule et la commune, en plus de fermes, compte quelques hameaux : la Bosse et Chez Ravard à l'est, les Courades et Chez la Rose au sud, et la Touche à l'extrême nord en limite avec Saint-Coutant.

### Communes limitrophes
| Champagne-Mouton |                 | Saint-Coutant          |
| Turgon           | du Vieux-Cérier | Saint-Laurent-de-Céris |
|                  | Le Grand-Madieu |                        |

### Géologie et relief
Géologiquement, la commune est dans le calcaire du Jurassique du Bassin aquitain, comme toute la moitié nord du département de la Charente. Plus particulièrement, le Bajocien (Dogger) occupe une partie centrale de la commune et est visible sur les flancs de la vallée. D'importants épandages d'altérites et dépôts du Tertiaire en provenance du Massif central sous forme d'argile à silex et d'argile marbrée couvrent le plateau sur le restant du territoire communal,,.
Le relief de la commune est celui d'un plateau d'une altitude moyenne de 170 m assez vallonné. Le point culminant est à une altitude de 195 m, situé sur la limite orientale près de Boissanné. Le point le plus bas est à 141 m, situé sur la limite ouest au Bois Chauminet. Le bourg est à 164 m d'altitude.

### Hydrographie

#### Réseau hydrographique

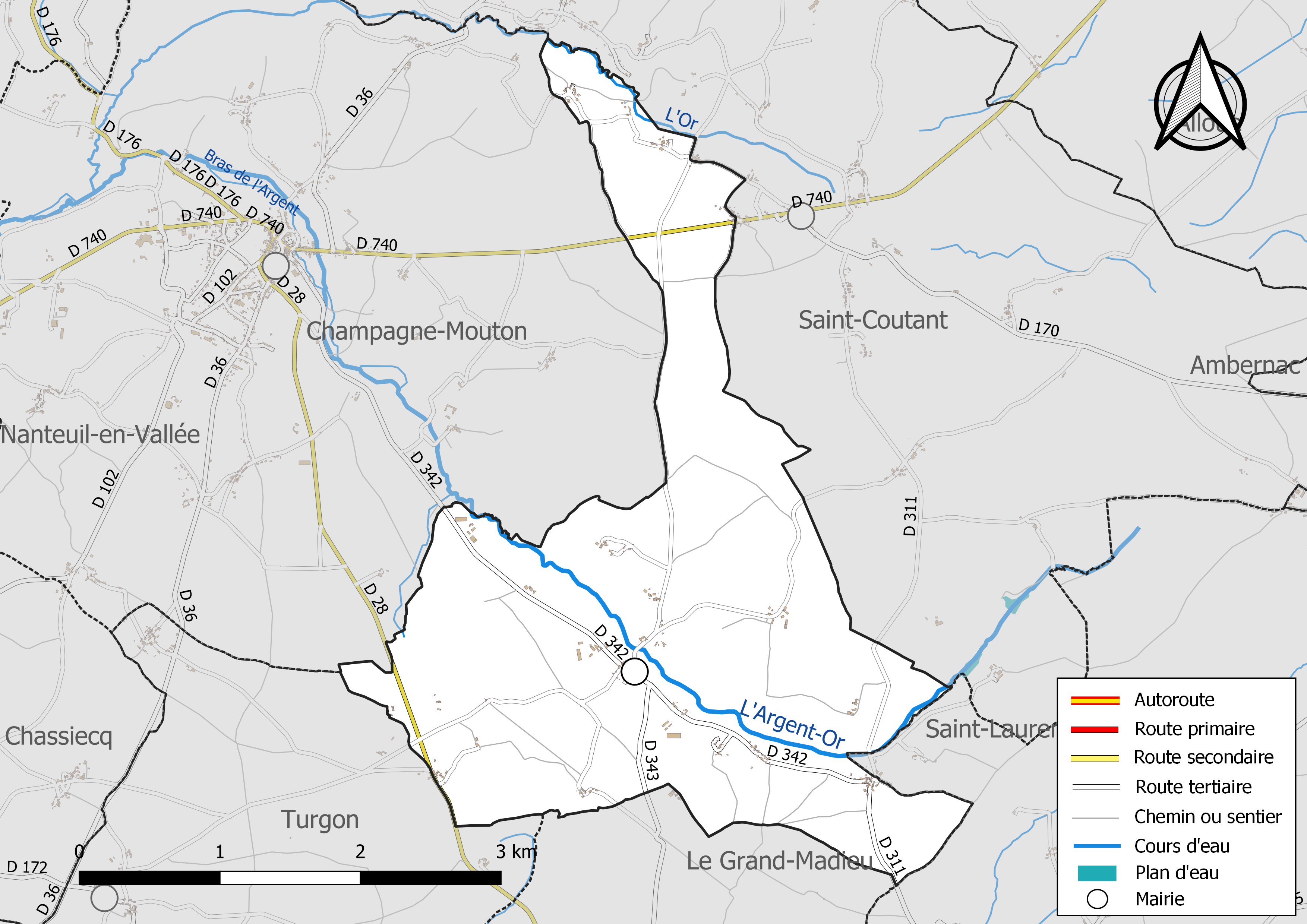
Réseaux hydrographique et routier du Vieux-Cérier.

La commune est située dans le bassin versant de la Charente au sein du Bassin Adour-Garonne. Elle est drainée par l'Argent-Or et l'Or et par un petit cours d'eau, qui constituent un réseau hydrographique de 5 km de longueur totale,.
L'Argent et l'Or qui se réunissent en l'Argentor, affluent de la Charente, traversent la commune. Ils prennent tous deux leur source dans la commune voisine de Saint-Coutant à l'est.
L'Argent traverse la commune du sud-est au nord-ouest et passe au pied du bourg, construit sur sa rive gauche.
L'Or qui coule vers l'ouest arrose l'extrémité nord de la commune, au pied de la Garnerie et du vieux bourg de Saint-Coutant.

#### Gestion des eaux
Le territoire communal est couvert par le schéma d'aménagement et de gestion des eaux (SAGE) « Charente ». Ce document de planification, dont le territoire correspond au bassin de la Charente, d'une superficie de 9 300 km2, a été approuvé le 19 novembre 2019. La structure porteuse de l'élaboration et de la mise en œuvre est l'établissement public territorial de bassin Charente. Il définit sur son territoire les objectifs généraux d’utilisation, de mise en valeur et de protection quantitative et qualitative des ressources en eau superficielle et souterraine, en respect des objectifs de qualité définis dans le troisième SDAGE  du Bassin Adour-Garonne qui couvre la période 2022-2027, approuvé le 10 mars 2022.

### Climat
Comme dans les trois quarts sud et ouest du département, le climat est océanique aquitain, légèrement dégradé au nord du département aux abords de la Charente limousine.

## Urbanisme

### Typologie
Au 1er janvier 2024, Le Vieux-Cérier est catégorisée commune rurale à habitat très dispersé, selon la nouvelle grille communale de densité à 7 niveaux définie par l'Insee en 2022.
Elle est située hors unité urbaine et hors attraction des villes,.

### Occupation des sols
L'occupation des sols de la commune, telle qu'elle ressort de la base de données européenne d’occupation biophysique des sols Corine Land Cover (CLC), est marquée par l'importance des territoires agricoles (80,9 % en 2018), en diminution par rapport à 1990 (83,4 %). La répartition détaillée en 2018 est la suivante : 
prairies (49,5 %), terres arables (24,2 %), forêts (19,1 %), zones agricoles hétérogènes (7,2 %). L'évolution de l’occupation des sols de la commune et de ses infrastructures peut être observée sur les différentes représentations cartographiques du territoire : la carte de Cassini (XVIIIe siècle), la carte d'état-major (1820-1866) et les cartes ou photos aériennes de l'IGN pour la période actuelle (1950 à aujourd'hui).

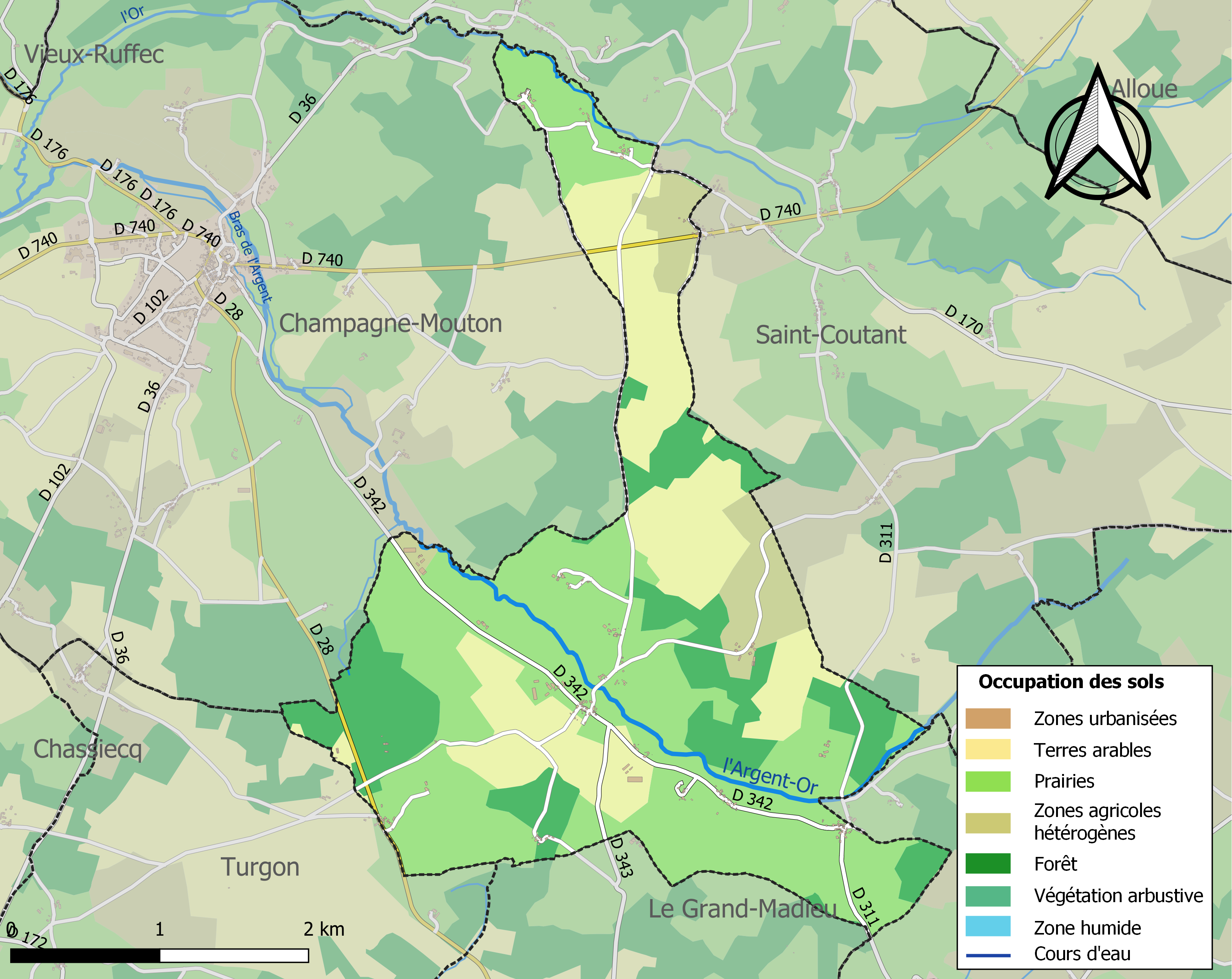
Carte des infrastructures et de l'occupation des sols de la commune en 2018 (CLC).

### Risques majeurs
Le territoire de la commune du Vieux-Cérier est vulnérable à différents aléas naturels : météorologiques (tempête, orage, neige, grand froid, canicule ou sécheresse) et séisme (sismicité faible). Un site publié par le BRGM permet d'évaluer simplement et rapidement les risques d'un bien localisé soit par son adresse soit par le numéro de sa parcelle.

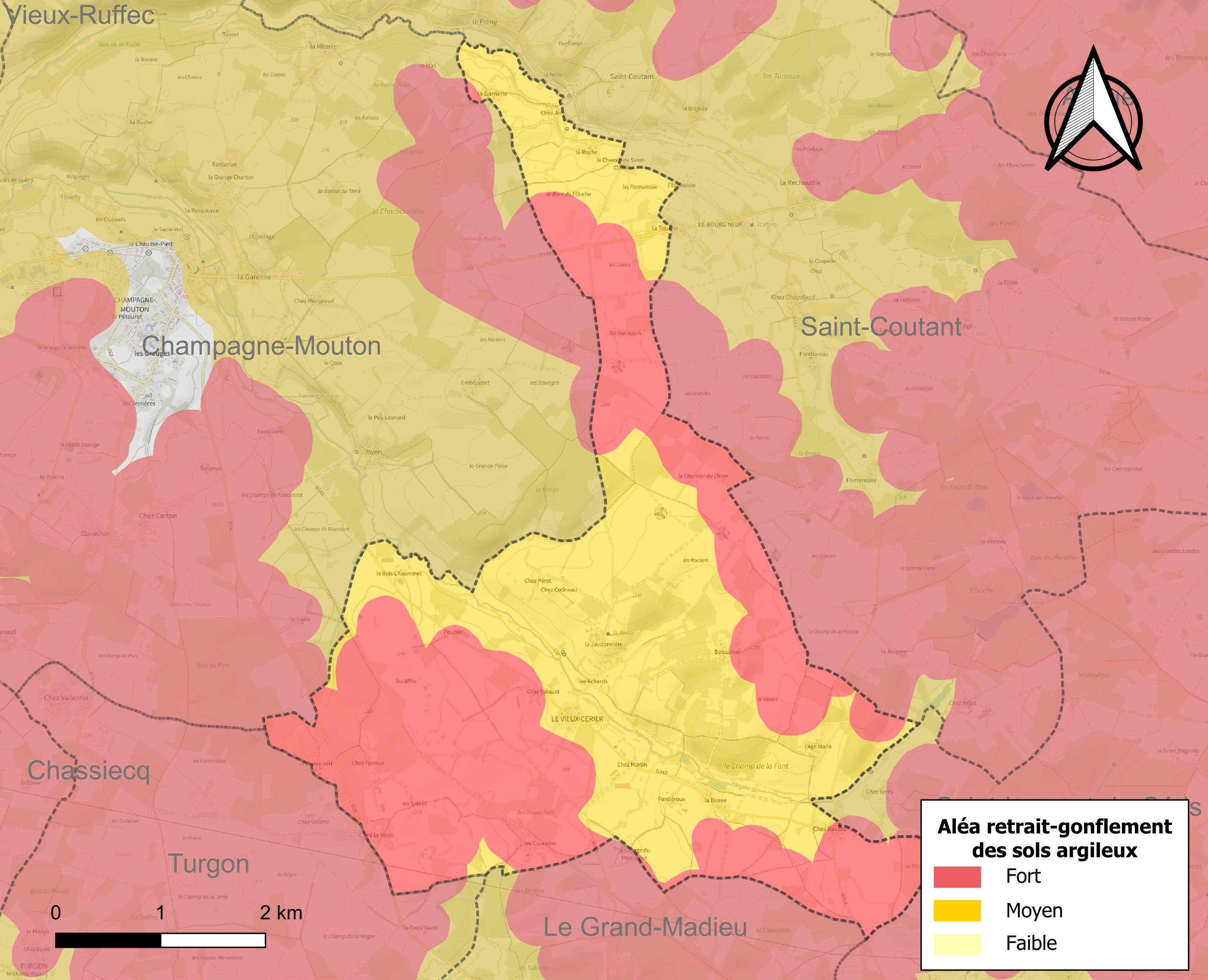
Carte des zones d'aléa retrait-gonflement des sols argileux du Vieux-Cérier.

Le retrait-gonflement des sols argileux est susceptible d'engendrer des dommages importants aux bâtiments en cas d’alternance de périodes de sécheresse et de pluie. La totalité de la commune est en aléa moyen ou fort (67,4 % au niveau départemental et 48,5 % au niveau national). Sur les 109 bâtiments dénombrés sur la commune en 2019,  109 sont en aléa moyen ou fort, soit 100 %, à comparer aux 81 % au niveau départemental et 54 % au niveau national. Une cartographie de l'exposition du territoire national au retrait gonflement des sols argileux est disponible sur le site du BRGM,.
Par ailleurs, afin de mieux appréhender le risque d’affaissement de terrain, l'inventaire national des cavités souterraines permet de localiser celles situées sur la commune.
La commune a été reconnue en état de catastrophe naturelle au titre des dommages causés par les inondations et coulées de boue survenues en 1982, 1983 et 1999. Concernant les mouvements de terrains, la commune a été reconnue en état de catastrophe naturelle au titre des dommages causés par la sécheresse en 2005 et 2011 et par des mouvements de terrain en 1999.

## Toponymie
Les formes anciennes sont Veteri Cereso vers 1300, Veteri Seraso (non datée, Moyen Âge).
La commune a été créée Vieux Cerier en 1793, orthographiée Viel-Cerrier en 1801. Elle est orthographiée Vielcerier sur la carte de Cassini (XVIIIe siècle), Vieux-Cérier sur la carte d'état-major (XIXe siècle).
Le nom du Vieux-Cérier signifie le Vieux Cerisier (ceresium en bas latin),.

### Dialecte
La commune est dans la partie occitane de la Charente qui en occupe le tiers oriental, et le dialecte est marchois, non loin du dialecte limousin à l'est (Ambernac) et de la langue d'oil (dialecte poitevin) à l'ouest (Champagne-Mouton),.

## Histoire
L'Antiquité a laissé quelques vestiges intéressants, comme un four rectangulaire datant des IIe et IIIe siècles situé au nord-est du village de Chez Ferroux, qui a pu produire des tegulae et de la céramique. D'autres fours ont été trouvés juste à proximité, ainsi qu'au Champ des Ferrières un fourneau à fer et des creusets, non datés, avec un four à chaux.
Dans l'ancien cimetière situé à l'emplacement actuel de la place et qui a été transféré en 1862 ont été trouvés des vases qui seraient des vases funéraires datant du Haut Moyen Âge,.
Sous l'Ancien Régime, la paroisse, comme celles autour de Champagne-Mouton, dépendaient du Poitou.
Pendant la première moitié du XXe siècle, la commune était desservie par la ligne de Ruffec à Roumazières.

## Administration
| Période                                  | Période  | Identité          | Étiquette | Qualité           |
| ---------------------------------------- | -------- | ----------------- | --------- | ----------------- |
| Les données manquantes sont à compléter. |          |                   |           |                   |
| depuis 1995                              | En cours | Dominique Rolland | SE        | Agent de maîtrise |

## Démographie

### Évolution démographique
L'évolution du nombre d'habitants est connue à travers les recensements de la population effectués dans la commune depuis 1793. Pour les communes de moins de 10 000 habitants, une enquête de recensement portant sur toute la population est réalisée tous les cinq ans, les populations de référence des années intermédiaires étant quant à elles estimées par interpolation ou extrapolation. Pour la commune, le premier recensement exhaustif entrant dans le cadre du nouveau dispositif a été réalisé en 2006.

En 2022, la commune comptait 131 habitants, en évolution de −1,5 % par rapport à 2016 (Charente : −0,48 %, France hors Mayotte : +2,11 %).
| 1793 | 1800 | 1806 | 1821 | 1831 | 1841 | 1846 | 1851 | 1856 |
| ---- | ---- | ---- | ---- | ---- | ---- | ---- | ---- | ---- |
| 531  | 747  | 464  | 579  | 600  | 563  | 575  | 576  | 570  |

| 1861 | 1866 | 1872 | 1876 | 1881 | 1886 | 1891 | 1896 | 1901 |
| ---- | ---- | ---- | ---- | ---- | ---- | ---- | ---- | ---- |
| 522  | 499  | 475  | 476  | 502  | 485  | 466  | 456  | 412  |

| 1906 | 1911 | 1921 | 1926 | 1931 | 1936 | 1946 | 1954 | 1962 |
| ---- | ---- | ---- | ---- | ---- | ---- | ---- | ---- | ---- |
| 419  | 396  | 386  | 351  | 356  | 334  | 293  | 301  | 303  |

| 1968 | 1975 | 1982 | 1990 | 1999 | 2006 | 2011 | 2016 | 2021 |
| ---- | ---- | ---- | ---- | ---- | ---- | ---- | ---- | ---- |
| 282  | 243  | 199  | 154  | 134  | 142  | 134  | 133  | 130  |

| 2022 | - | - | - | - | - | - | - | - |
| ---- | - | - | - | - | - | - | - | - |
| 131  | - | - | - | - | - | - | - | - |

### Pyramide des âges
La population de la commune est relativement âgée.
En 2018, le taux de personnes d'un âge inférieur à 30 ans s'élève à 14,3 %, soit en dessous de la moyenne départementale (30,2 %). À l'inverse, le taux de personnes d'âge supérieur à 60 ans est de 50,3 % la même année, alors qu'il est de 32,3 % au niveau départemental.
En 2018, la commune comptait 67 hommes pour 62 femmes, soit un taux de 51,94 % d'hommes, largement supérieur au taux départemental (48,41 %).
Les pyramides des âges de la commune et du département s'établissent comme suit.
| Hommes | Classe d’âge | Femmes |
| ------ | ------------ | ------ |
| 0,0    | 90 ou +      | 3,1    |
| 18,8   | 75-89 ans    | 17,2   |
| 29,0   | 60-74 ans    | 32,8   |
| 21,7   | 45-59 ans    | 25,0   |
| 14,5   | 30-44 ans    | 9,4    |
| 11,6   | 15-29 ans    | 7,8    |
| 4,3    | 0-14 ans     | 4,7    |

| Hommes | Classe d’âge | Femmes |
| ------ | ------------ | ------ |
| 1      | 90 ou +      | 2,7    |
| 9,2    | 75-89 ans    | 12     |
| 20,6   | 60-74 ans    | 21,3   |
| 20,7   | 45-59 ans    | 20,3   |
| 16,8   | 30-44 ans    | 16     |
| 15,6   | 15-29 ans    | 13,4   |
| 16,1   | 0-14 ans     | 14,3   |

## Lieux et monuments

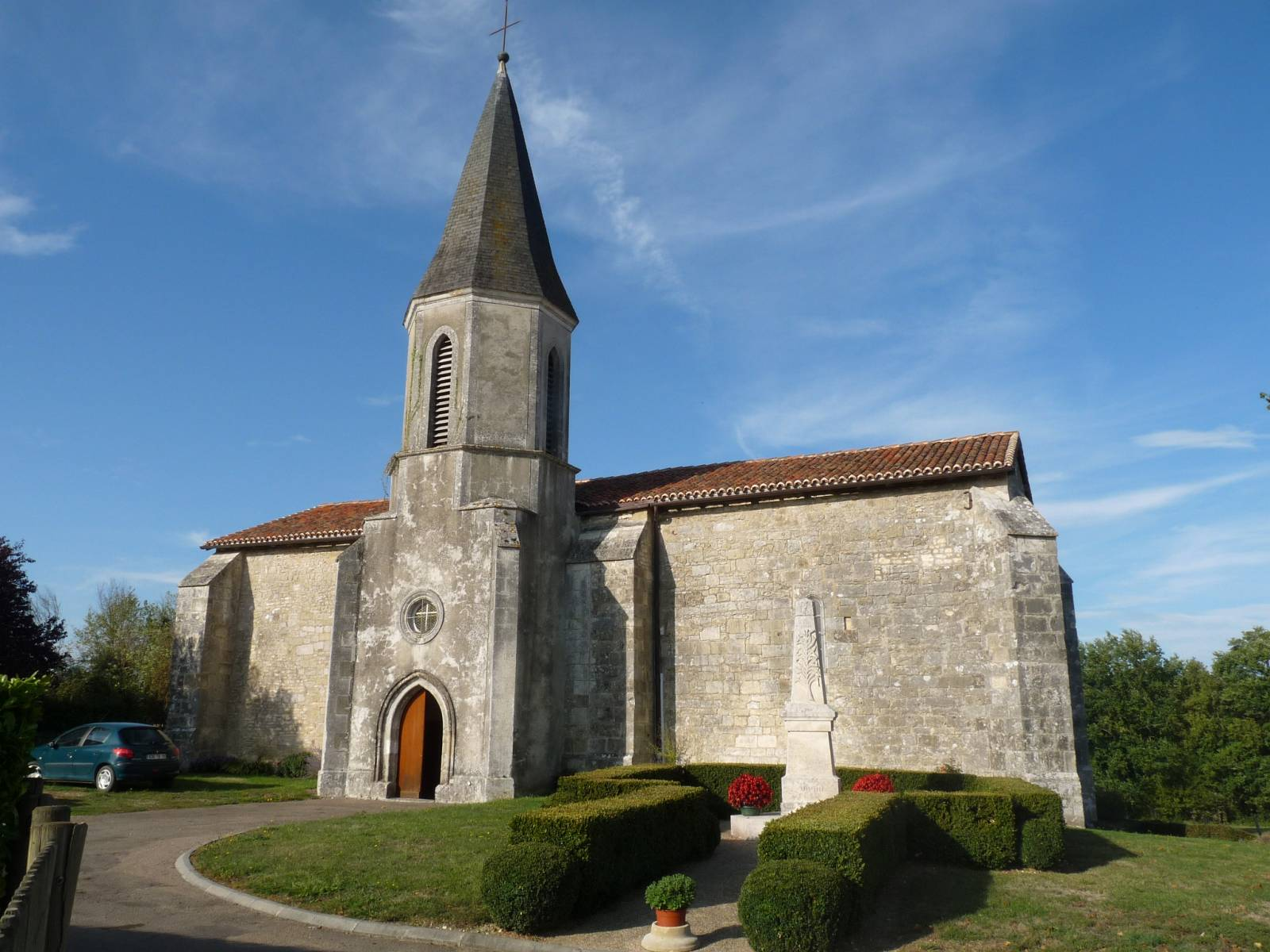
L'église et le monument aux morts.

L'église paroissiale Saint-Pierre-ès-Liens a été reconstruite au XVe siècle puis modifiée au XIXe siècle avec ajout du clocher daté de 1864. La cloche en bronze datant de 1613 avec l'inscription « FPSP DE VIUS CERIES. 1613. LOYS ANGELYS, SR SR DE MASSIUSSIER P.MARIE DEBORD M. » est classée monument historique au titre objet depuis 1944.
Une motte féodale près de Chez Ferroux se présente sous forme d'une levée de terre plantée d'arbres.
Une borne sculptée d'un écu et d'une croix alésée, située au lieu-dit les Courades datée du milieu du Moyen Âge marquait la limite de juridiction des commandeurs du Grand-Masdieu,.
Le manoir nommé la Tour Majusier présente les armoiries des Angély sur la cheminée. C'est un logis constitué de deux grandes pièces l'une en rez-de-chaussée et une à l'étage remanié au XVIIe siècle.
Le lavoir, un four à pain situé Chez la Rose et le petit pont datent du XIXe siècle.